# Formland
Formland Nordic Design Community er en dansk design- og interiørmesse, der afholdes i Messecenter Herning. Messen har eksisteret siden 1984. Messen afvikles to gange om året, til en forårs- og efterårsmesse. 
Besøgstallet var i 2015 10.273 personer.